# Pad (televizijska serija)
Pad je srbijanska televizijska serija iz 2023., a temelji se prema autobiografiji Godina prođe, dan nikad, glumca Žarka Lauševića.
Serija je premijerno prikazana u Srbiji na kanalu Superstar TV od 21. siječnja 2023., a u Hrvatskoj od 23. siječnja svakog ponedjeljka i utorka na RTL-ovoj video na zahtjev platformi RTL Play.

## Radnja
Nakon što je postao krivac za dvostruko ubojstvo, mladi i popularni glumac Ivan završava u zloglasnom crnogorskom zatvoru gdje vrijede pravila, iznimno suprotna onima iz vanjskog svijeta.

## Pregled serije
| Sezona | Epizoda | Srpsko prikazivanje                    | Hrvatsko prikazivanje                  |
| ------ | ------- | -------------------------------------- | -------------------------------------- |
| 1      | 8       | 21. siječnja 2023. – 12. veljače 2023. | 23. siječnja 2023. – 14. veljače 2023. |

## Glumačka postava
| Glumac                    | Lik                           |
| ------------------------- | ----------------------------- |
| Milan Marić               | Ivan Maslać                   |
| Jovan Veljković           | Stojan Maslać                 |
| Dejan Cicmilović          | Mijat                         |
| Krešimir Mikić            | Mršavko/Savest                |
| Ljubomir Bandović         | Nikola Maslać                 |
| Dubravka Drakić           | Bosiljka Maslać               |
| Petar Novaković           | Žiška                         |
| Milica Janevski           | Sanja Maslać                  |
| Anđela Jovanović          | Ana                           |
| Miodrag Krčmarik          | inspektor Krivokapić          |
| Kemal Rizvanović          | Siniša, čuvar u CZ            |
| Boris Isaković            | Ratko Vukčević                |
| Vahid Džanković           | Obrad, čuvar u CZ             |
| Izudin Bajrović           | Rade Kovačević                |
| Svetozar Cvetković        | Pera                          |
| Mima Karadžić             | Brano, Ivanov i Stojanov ujak |
| Dragan Marinković         | Haris                         |
| Aleksandar Đurica         | advokat Njego                 |
| Aleksandar Lazić          | advokat Golubić               |
| Aleksandar Alač           | Vojkan                        |
| Vladimir Gvojić           | Tuta                          |
| Slavko Sobin              | Stipe                         |
| Marko Todorović           | advokat Đurašković            |
| Darko Ivić                | Crni                          |
| Bojana Stojković          | konobarica                    |
| Miodrag Rakočević         | tužilac Spajić                |
| Luka Plavšić              | dečak Ivan Maslać             |
| Milan Čučilović           | doktor Tomić                  |
| Luka Šolać                | Milan, Ivanov sin             |
| Duško Radović             | sudija Mirović                |
| Aleksandar Milojević Lija | Bojica                        |
| Nikola Ilić               | Dževdet                       |
| Nenad Ćirić               | profesor Jović                |
| Sunčica Milanović         | novinarka                     |
| Vidan Miljković           | pomoćnik reditelja            |
| Mia Simonović             | Marija, medicinska sestra     |
| Miloš Đorđević            | doktor Matić                  |
| Bojan Jovanović           | komandir milicije             |
| Milan Novaković           | unuče                         |
| Stefan Trifunović         | Beli                          |
| Vladimir Cvejić           | sudija Perović                |
| Ivan Tomašević            | dr Savić                      |
| Sanja Moravčić            | nadzornica                    |
| Ivana Velinović           | glumica                       |
| Mladen Vuković            | Alen                          |
| Sava Petrović             | dečak Stojan                  |
| Marko Gizdavić            | tetovirani                    |
| Marko Mak Pantelić        | biznismen                     |
| Dušan Jakišić             | cetinjski vladika             |
| Vladimir Tagić            | reditelj                      |
| Đorđe Erčević             | siledžija                     |
| Ljubiša Ristović          | upravnik JDP                  |
| Marija Feldeši            | službenica u MUP              |
| Tadija Gajić              | Tuta, dečak                   |
| Saša Torlaković           | doktor Pejović                |
| Vladan Gajović            | profesor glume                |
| Marija Labudović          | spiker                        |
| Gojko Baletić             | sudija                        |
| Jovan Ljubenović          | konobar u Stupici             |
| Milica Milojković         | Alenova devojka               |
| Filip Kuč                 | Slavko                        |
| Branislav Ćalić           | novinar ispred suda           |
| Miloš Petrović Trojpec    | brat 1                        |
| Marko Marković            | upravnik CZ                   |
| Nenad Petrović            | Sergej                        |
| Srđan Aleksić             | načelnik BG policije          |
| Marta Bogosavljević       | Gorica                        |
| Vladimir Grbić            | doktor VMA                    |

## Snimanje
Snimanje je počelo sredinom ožujka 2022., a trajalo je do kraja srpnja 2022.

## Vanjske poveznice
- Službena stranica na firefly.rs (engl.)
- Službena stranica na superstartv.rs
- Pad u internetskoj bazi filmova IMDb-a (engl.)